# Henri Jougla de Morenas
Henri Jougla, genannt Jougla de Morenas (* 28. April 1903 in Joinville-le-Pont; † 6. März 1955 in Paris), war ein französischer Heraldiker.

## Leben
Henri Jougla wurde in eine Industriellenfamilie geboren. Sein Vater, Zacharie Jougla, war Conducteur principal des Ponts-et-Chaussées und seine Mutter, Celestine Pujolas, eine Nachfahrin der Seigneurs de Morenas.
1901 gründeten die beiden Brüder Joseph und Zacharie Jougla in Joinville eine Fabrik zur industriellen Herstellung von fotografischen Platten mit einem Durchsatz von vierzigtausend Einheiten pro Tag. Mit Hilfe des Neffen von Louis Ducos du Hauron (dem Erfinder der Farbfotografie) brachte die Jougla-Fabrik 1907 die ersten Farbplatten der Welt, die Omnicolor, noch vor den Autochromen der Brüder Lumière, heraus. Am 2. April 1911 kam es zur Fusion Lumière-Jougla und zur Einführung von Kameras der Marke Lumière. Die Fabrik Lumière-Jougla verschwand 1966 von der Bildfläche.
Henri Jougla war zweimal verheiratet: am 15. Mai 1928 heiratete er in Saint-Mandé Azeline Jeanne Marie Pauline Gouya und am 14. Dezember 1944 in Paris (20. Arrondissement) mit Gilberte Paulette Bouquier. 
Er starb am 6. März 1955 und wurde auf dem Friedhof von Joinville-le-Pont beerdigt.

## Le Grand Armorial de France
Henri Jougla de Morenas ist der Autor der ersten vier Bände des Grand Armorial de France, das zwischen 1934 und 1952 mit dem Untertitel Catalogue général des armoires des familles nobles de France veröffentlicht wurden. Die Bände enthielten die Wappen der Familien, die Ämter im Königreich besaßen und derjenigen, die ihr Wappen 1696 eintragen ließen, des Adels des Kaiserreichs, der Adeligen der Restauration sowie die genealogischen Tabellen der Familien, die zwischen 1660 und 1830 in ihrem Adelsstand bestätigt wurden.
Wie die Mitglieder des Redaktionsausschusses, der mit der Fertigstellung der letzten beiden Bände beauftragt war, in ihrer 1948 im Anschluss an den sechsten Band erschienenen Avertissement an die Leser erklärten, bestand das Ziel dieser ehrgeizigen Veröffentlichung darin, ein „allgemeines und historisches Bild der französischen Familien“ und „in aller Unabhängigkeit, ohne Gefälligkeit und ohne Voreingenommenheit, den Katalog der alten französischen Familien zu erstellen“.
Die sieben Bände dieses Werkes, die in ungeordneter Reihenfolge erschienen, wurden von dem Kunsthistoriker und Heraldiker Philippe Palasi, digitalisiert und in ein europäisches elektronisches Inventar aufgenommen, das mehr als 160.000 Wappen verzeichnet:
- [1934] Band 1: Van des Aa – Bataillon (palisep.fr, abgerufen am 25. April 2025)
- [1938] Band 2: La Batardie – Coëtlogat de Clegrio (palisep.fr, abgerufen am 25. April 2025)
- [1935] Band 3: Coëtlogat de Clegrio – Fieubert (palisep.fr, abgerufen am 25. April 2025)
- [1939] Band 4: Les Fieux – Martimpre (palisep.fr, abgerufen am 25. April 2025)
- [1948] Band 5: Martin – Richaud (palisep.fr, abgerufen am 25. April 2025)
- [1948] Band 6: Richaudeau – Zylof de Steenbourg und de Wynde (palisep.fr, abgerufen am 25. April 2025)
- [1952] Supplément: Abadie de Nodrest – Zoller / Ergänzungen und Korrekturen (palisep.fr, abgerufen am 25. April 2025)